# Thoburnia atripinnis
Thoburnia atripinnis är en fiskart som först beskrevs av Bailey, 1959.  Thoburnia atripinnis ingår i släktet Thoburnia och familjen Catostomidae. IUCN kategoriserar arten globalt som livskraftig. Inga underarter finns listade i Catalogue of Life.